# Calum Chambers

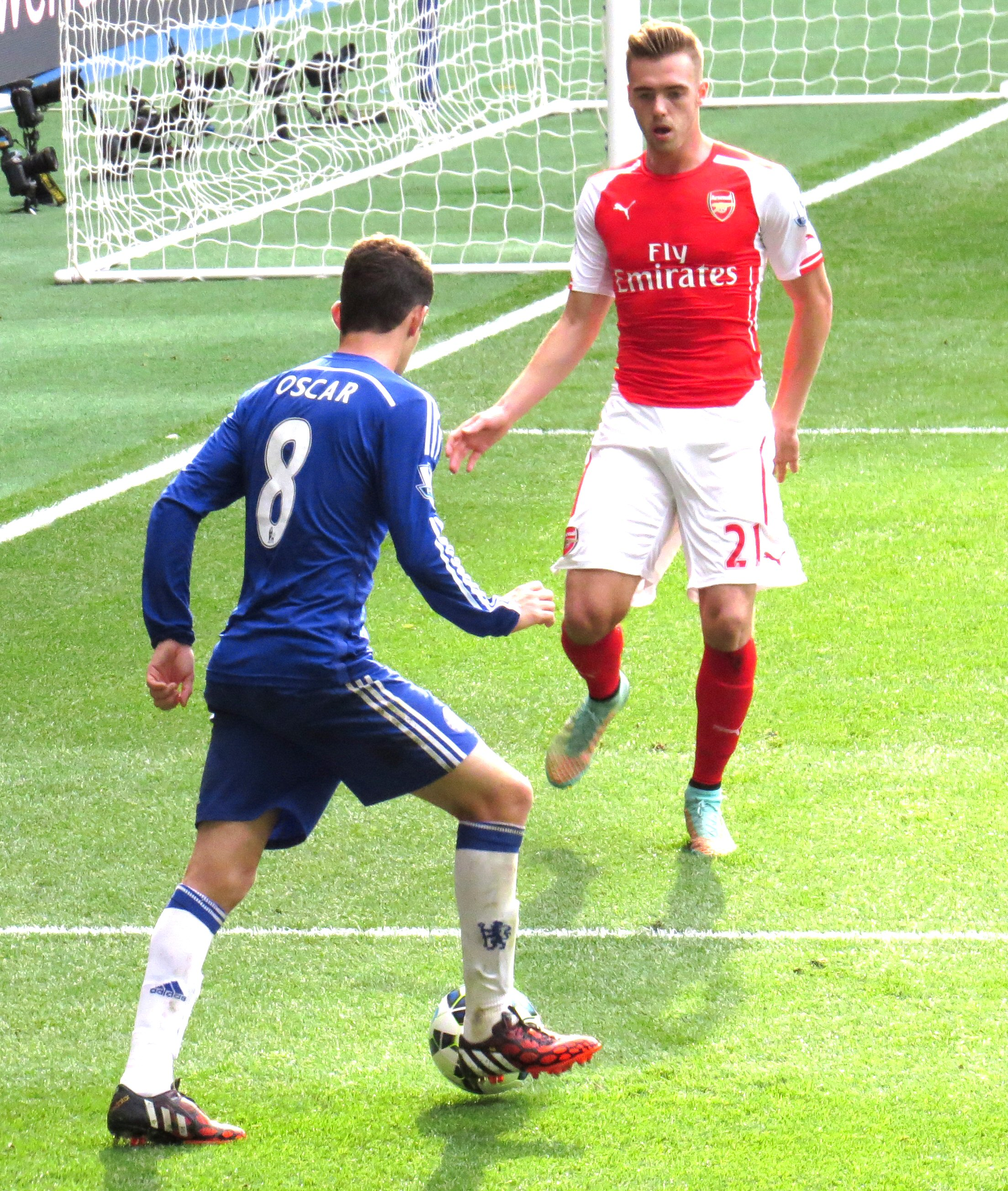
Calum Chambers gegen Oscar

Calum Chambers (* 20. Januar 1995 in Petersfield) ist ein englischer Fußballspieler, der 2014 erstmals in der englischen A-Nationalmannschaft stand.

## Vereinskarriere

### FC Southampton
Im Alter von sieben Jahren begann Calum Chambers seine Karriere in der Jugendabteilung vom FC Southampton und durfte am 28. August 2012 im League-Cup-Spiel gegen den FC Stevenage sein Debüt feiern, als er in der 84. Minute für Dean Hammond eingewechselt wurde und den 4:1-Endstand von Ben Reeves vorbereitete. Zur Saison 2013/14 stieg er komplett in die erste Mannschaft auf und bestritt bei dem 1:0-Sieg am ersten Spieltag gegen West Bromwich Albion am 17. August 2013 sein Ligadebüt für den FC Southampton.

### FC Arsenal und Ausleihen
Am 28. Juli 2014 gab der FC Arsenal bekannt, dass Chambers dort einen Langzeitvertrag unterschrieb. Beim FA-Community-Shield-Spiel gegen Manchester City am 10. August 2014 gab er sein offizielles Debüt für Arsenal und gewann durch den 3:0-Erfolg seinen ersten Titel mit Arsenal. In der Liga debütierte er beim am 16. August 2014 beim 2:1-Sieg über Crystal Palace und drei Tage danach gab er beim 0:0-Unentschieden im Champions-League-Qualifikationsspiel bei Beşiktaş Istanbul sein internationales Debüt. In seiner ersten Saison gewann er mit dem FC Arsenal den Community Shield (englischer Supercup) und den FA Cup (englischer Pokal). Insgesamt bestritt er in dieser Saison 23 von 38 möglichen Ligaspielen, in denen er ein Tor schoss, vier Pokalspiele, ein Spiel im Ligapokal, das Spiel um den Community Shield sowie sieben Spiele im Europapokal.
In der nächsten Saison waren es nur 12 von 38 möglichen Ligaspielen, fünf Pokalspiele mit einem geschossenen Tor, zwei Spiele im Ligapokal und drei Spiele in der Champions League. In der Saison 2016/17 wurde er nur im ersten Spiel der Saison eingesetzt. Ende August 2016 wurde er für den Rest der Saison an den FC Middlesbrough ausgeliehen, der zu dieser Saison in die Premier League aufgestiegen war. Hier bestritt er 24 von 35 möglichen Ligaspielen, in denen er ein Tor schoss, sowie zwei Pokalspiele. Die Saison endete mit dem Wiederabstieg in die EFL Championship.
In der Saison 2017/18 gehörte er wieder zum Kader von Arsenal und bestritt dort 12 von 38 möglichen Ligaspielen, vier Spielen im Ligapokal und acht Spielen in der Europa League. Nach Ende der Saison wurde sein Vertrag verlängert. Anfang August 2018 wurde eine Ausleihe zum FC Fulham vereinbart. Auch dieser Verein war zu dieser Saison in die Premier League aufgestiegen. Hier bestritt er 31 von 38 möglichen Ligaspielen, in denen er zwei Tore schoss, sowie je ein Spiel im Pokal und Ligapokal.
Erneut spielte er danach wieder bei Arsenal und kam in der Saison 2019/20 auf 14 von 38 möglichen Ligaspielen mit einem geschossenen Tor sowie einem Spiel im Ligapokal und drei Spielen in der Europa League. Ab Anfang 2020 fiel er bis Anfang Dezember 2020 wegen eines Kreuzbandrisses verletzt aus. Dadurch kam er in der Saison 2020/21 nur auf 10 von 38 möglichen Ligaspielen und sechs Spielen in der Europa League.

### Aston Villa
In der Saison 2021/22 kam er lediglich zu zwei von 22 möglichen Ligaspielen sowie drei Einsätzen im Ligapokal. Er wechselte dann Ende Januar 2022 zum Ligakonkurrenten Aston Villa. Da sein Vertrag zum Saisonende ausgelaufen wäre, wurde auf eine Ablöse verzichtet. Chambers unterzeichnete dort einen Vertrag mit einer Laufzeit von dreieinhalb Jahren. Im Rest der Saison bestritt er 11 von 17 möglichen Ligaspielen für Aston. In der Saison 2022/23 waren es 14 von 38 möglichen Ligaspielen sowie ein Spiel im Pokal und zwei im Ligapokal. In der nächsten Saison waren es fünf von 38 möglichen Ligaspielen und drei Spiele im Europapokal.

### FC Cardiff
Nach Saisonende wurde sein Vertrag bei Aston Villa auf eigenen Wunsch aufgelöst. Chambers unterschrieb dann im Juli 2024 einen Vertrag bei Cardiff City.

## Nationalmannschaftskarriere
Chambers spielte für vier Juniorennationalmannschaften von England. In der U 17-Nationalmannschaft absolvierte er 2012 sechs Spiele, in denen er drei Tore erzielte. Sein Debüt in der U-17-Nationalmannschaft konnte Chambers am 2. Februar 2012 beim 2:1-Sieg in einem Freundschaftsspiel gegen Portugal feiern.
Sieben Monate später beginnend als bei der U 17 bestritt er bis 2014 auch 18 Spiele, in denen er zwei Tore schoss, für die U 19-Nartioalmannschaft Sein Debüt gab er am 29. September 2012 beim 3:0-Sieg im Freundschaftsspiel gegen Estland.
Von 2015 bis 2017 waren es dann 22 Spiele für die U 21-Nationalmannschaft. Dabei nahm er auch an der U 21-Europameisterschaft 2017 teil, in der England das Halbfinale erreichte.
Von Roy Hodgson wurde Chambers erstmals am 28. August 2014 für das Freundschaftsspiel gegen Norwegen am 3. September 2014 und für das EM-Qualifikationsspiel gegen die Schweiz am 8. September 2014 für die englische A-Nationalmannschaft nominiert. Beim 1:0-Sieg im Freundschaftsspiel gegen Norwegen durfte er sein Debüt feiern, als er in der 81. Minute für John Stones eingewechselt wurde. Nach zwei weiteren Einsätze bei Qualifikationsspielen zur Europameisterschaft wurde er nicht mehr in die Nationalmannschaft berufen.

## Erfolge
Arsenal London:
- FA-Cup: 2015
- FA Community Shield: 2014, (2015, 2017 – jeweils nicht im Kader)

Ehrungen:
- Nominierung für den Golden Boy: 2014[19]